# Open 13 Provence 2024 - Qualificazioni singolare
Le qualificazioni del singolare del Open 13 Provence 2024 sono state un torneo di tennis preliminare per accedere alla fase finale della manifestazione. I vincitori dell'ultimo turno sono entrati di diritto nel tabellone principale. In caso di ritiro di uno o più giocatori aventi diritto a questi sono subentrati i lucky loser, ossia i giocatori che hanno perso nell'ultimo turno ma che avevano una classifica più alta rispetto agli altri partecipanti che avevano comunque perso nel turno finale.

## Teste di serie
1. Hugo Gaston (qualificato)
2. Giulio Zeppieri (ultimo turno, lucky loser)
3. Maxime Cressy (qualificato)
4. David Goffin (qualificato)

1. Harold Mayot (primo turno, ritirato)
2. Hugo Grenier (qualificato)
3. Matteo Gigante (primo turno)
4. Pablo Llamas Ruiz (primo turno)

## Qualificati
1. Hugo Gaston
2. Hugo Grenier

1. Maxime Cressy
2. David Goffin

### Lucky loser
1. Giulio Zeppieri

## Tabellone

### Sezione 1
|  | Primo turno | Primo turno           | Primo turno           | Primo turno | Primo turno |  |  | Ultimo turno | Ultimo turno          | Ultimo turno | Ultimo turno | Ultimo turno |  |
|  |             |                       |                       |             |             |  |  |              |                       |              |              |              |  |
|  | 1           | Hugo Gaston           | Hugo Gaston           | 7           | 6           |  |  |              |                       |              |              |              |  |
|  |             | Titouan Droguet       | Titouan Droguet       | 5           | 4           |  |  | 1            | Hugo Gaston           | 3            | 6            | 6            |  |
|  | Alt         | Pierre-Hugues Herbert | Pierre-Hugues Herbert | 7           | 6           |  |  | Alt          | Pierre-Hugues Herbert | 6            | 2            | 3            |  |
|  | 7           | Matteo Gigante        | Matteo Gigante        | 65          | 4           |  |  |              |                       |              |              |              |  |

### Sezione 2
|  | Primo turno | Primo turno               | Primo turno               | Primo turno | Primo turno |  |  | Ultimo turno | Ultimo turno    | Ultimo turno | Ultimo turno | Ultimo turno |  |
|  |             |                           |                           |             |             |  |  |              |                 |              |              |              |  |
|  | 2           | Giulio Zeppieri           | Giulio Zeppieri           | 7           | 6           |  |  |              |                 |              |              |              |  |
|  | Alt         | Nikolás Sánchez Izquierdo | Nikolás Sánchez Izquierdo | 5           | 2           |  |  | 2            | Giulio Zeppieri | 6            | 5            | 3            |  |
|  |             | Calvin Hemery             | Calvin Hemery             | 4           | 4           |  |  | 6            | Hugo Grenier    | 3            | 7            | 6            |  |
|  | 6           | Hugo Grenier              | Hugo Grenier              | 6           | 6           |  |  |              |                 |              |              |              |  |

### Sezione 3
|  | Primo turno | Primo turno         | Primo turno         | Primo turno | Primo turno |  |  | Ultimo turno | Ultimo turno  | Ultimo turno  | Ultimo turno | Ultimo turno |  |
|  |             |                     |                     |             |             |  |  |              |               |               |              |              |  |
|  | 3           | Maxime Cressy       | Maxime Cressy       | 6           | 6           |  |  |              |               |               |              |              |  |
|  | Alt         | David Jordà Sanchis | David Jordà Sanchis | 4           | 4           |  |  | 3            | Maxime Cressy | Maxime Cressy | 6            | 6            |  |
|  | Alt         | Martin Damm         | Martin Damm         | 6           | 7           |  |  | Alt          | Martin Damm   | Martin Damm   | 4            | 4            |  |
|  | 8           | Pablo Llamas Ruiz   | Pablo Llamas Ruiz   | 3           | 64          |  |  |              |               |               |              |              |  |

### Sezione 4
|  | Primo turno | Primo turno          | Primo turno | Primo turno | Primo turno |  |  | Ultimo turno | Ultimo turno  | Ultimo turno  | Ultimo turno | Ultimo turno |  |
|  |             |                      |             |             |             |  |  |              |               |               |              |              |  |
|  | 4           | David Goffin         | 6           | 4           | 7           |  |  |              |               |               |              |              |  |
|  | Alt         | Alejandro Moro Cañas | 1           | 6           | 62          |  |  | 4            | David Goffin  | David Goffin  | 7            | 6            |  |
|  | WC          | Lucas Pouille        | 7           | 3           |             |  |  | WC           | Lucas Pouille | Lucas Pouille | 5            | 3            |  |
|  | 5           | Harold Mayot         | 5           | 3           | r           |  |  |              |               |               |              |              |  |